# خوزه آنتونیو پاردو
خوزه آنتونیو پاردو (انگلیسی: José Antonio Pardo؛ زادهٔ ۲۱ آوریل ۱۹۸۸) بازیکن فوتبال اهل اسپانیا است که سابقه بازی در تیم های محبوب اسپانیایی را نیز دارد.
از باشگاه‌هایی که در آن بازی کرده‌است می‌توان به باشگاه فوتبال رکریتیوو اوئلوا٬ باشگاه فوتبال رئال اویدو، باشگاه فوتبال هرکولس ٬ والنسیا و ویارئال اشاره کرد.